# 무사시정
무사시정(武蔵町)은 오이타현 히가시쿠니사키군에 있던 정이다.
2006년 3월 31일에,히메지마촌을 제외한 히가시쿠니사키군의 각 마을과 신설합병해 구니사키시가 되어 소멸하였다.

## 지리
구니미 반도의 동부에 위치한다.

## 역사
- 1889년 4월 1일 - 정촌제 시행에 수반해 무사시촌이 성립하였다.
- 1898년 5월 3일 - 정으로 승격해 무사시정이 되었다.
- 2006년 3월 31일 - 구니미정, 구니사키정, 아사정과 신설합병해 구니사키시가 되었다.

## 교통

### 공항
- 오이타 공항

### 도로
- 국도 213호선